# Hayrettinköy, Bozkurt
Hayrettinköy là một xã thuộc huyện Bozkurt, tỉnh Denizli, Thổ Nhĩ Kỳ. Dân số thời điểm năm 2010 là 124 người.